# Stupid&Honest
『Stupid & honest』（ステューピッド・アンド・オネスト）はウルフルズのラブソング・ベスト・アルバム。1999年4月21日発売。発売元は東芝レコード。

## 概要
ウルフルズのラブソングばかりを集めたベスト・アルバム。既発曲だけでなく新曲・新録・カバー曲・提供曲も含んだ全12曲。ジャケットはタイトル通り、馬と鹿のイラスト。歌詞カードはパノラマ折込仕様でメンバーがデコレーション・ケーキを作っていく経過写真が掲載されている。2012年12月12日にSHM-CDで再発売された。

## 収録曲

### CD
全曲作詞・作曲・訳詞（9）：トータス松本　編曲：ウルフルズ（特記以外）
1. いい女（4：36）[2]
（作詞・作曲：ウルフルケイスケ・トータス松本）
New Recording Track
2. 愛してる（4：10）[2]
（編曲：ウルフルズ・吉田建）
3. バンザイ 〜好きでよかった〜（4：38）[2]
（編曲：ウルフルズ・伊藤銀次）
4. きみだけを（4：08）[2]
（編曲：ウルフルズ・伊藤銀次）
5. あの娘に会いたい（3：47）[2]
（作詞：トータス松本・ウルフルケイスケ、作曲：ウルフルケイスケ、編曲：ウルフルズ・伊藤銀次）
6. いいたい事はそれだけ（4：20）[2]
（編曲：ウルフルズ・伊藤銀次）
7. 実験4号（3：31）[2]
（作詞・作曲：大木温之）
New Recording Track
The ピーズのカバー曲。
8. ある日の事（4：11）[2]
9. ワンダフル・ワールド（シングル・ヴァージョン）（3：15）[2]
（作詞・作曲：サム・クック、ハーブ・アルパート、ルー・アドラー、編曲：吉田建・ウルフルズ）
10. 心（5：06）[2]
（編曲：藤井丈司・ウルフルズ）
New Recording Track
11. 僕の人生の今は何章目ぐらいだろう（5：13）[2]
New Recording Track
トータスが吉田拓郎に提供した楽曲のセルフカバー。原曲はアルバム『Hawaiian Rhapsody』収録。
12. すべてはALRIGHT（YA BABY）（4：00）[2]（19：06）[1]
（作詞・作曲：忌野清志郎・春日博文）
New Recording Track
RCサクセションのカバー曲。ただしオリジナルがハ長調であるのに対して1音半下げてイ長調での演奏。
曲終了後、10分間無音状態が続き、
14:00から「いい女」ライヴ・アンコール・ヴァージョン（5：07）が始まる。

## 演奏
- トータス松本：Vocal, Guitar & Harp
- ウルフルケイスケ：Guitar & Chorus
- ジョン・B・チョッパー：Bass & Chorus
- サンコンJr.：Drums & Chorus
- 木原龍太郎：Organ (#1.12)
- KYON：Acoustic Piano, Organ & Keyboards (#7.10)